# Hermès portant Dionysos enfant
Hermès portant Dionysos enfant, également connu sous les noms d’Hermès de Praxitèle ou Hermès d'Olympie, est une statue grecque antique découverte en 1877 dans les ruines du temple d'Héra à Olympie. Elle est exposée au musée archéologique d'Olympie.
Le groupe est traditionnellement rattaché à Praxitèle (IVe siècle av. J.-C.) sur la foi d'une remarque du voyageur grec Pausanias (IIe siècle apr. J.-C.) et a largement contribué à la définition du style praxitélien. Son attribution fait cependant l'objet d'une vive controverse parmi les historiens de l'art.

## Découverte
En 1874, l'État grec signe avec l'Allemagne un accord sur l'exploration archéologique du site d'Olympie, fouillé pour la première fois par l'expédition de Morée de 1829. Les fouilles allemandes commencent en 1875, sous la direction d'Ernst Curtius. Le 8 mai 1877, on met au jour dans le temple d'Héra le corps (tête, torse, cuisses et bras gauche) d'une statue représentant un jeune homme appuyé sur un tronc d'arbre recouvert d'un manteau. Protégé par une épaisse couche argileuse, l'ensemble se trouve dans un état exceptionnel de conservation.
Il faut encore six autres découvertes distinctes pour parvenir au groupe statuaire tel qu'il est aujourd'hui exposé. Il manque à Hermès l'avant-bras droit, deux doigts de la main gauche, les deux  jambes à partir du genou, le pied gauche et le sexe ; manquent à l'enfant les bras (sauf la main droite posée sur l'épaule d'Hermès) et l'extrémité du pied droit. Enfin, une bonne partie du tronc d'arbre et de la plinthe sont perdus. En revanche, on dispose d'une base antique, constituée d'un bloc de calcaire gris pris entre deux blocs de marbre.

## Considérations techniques

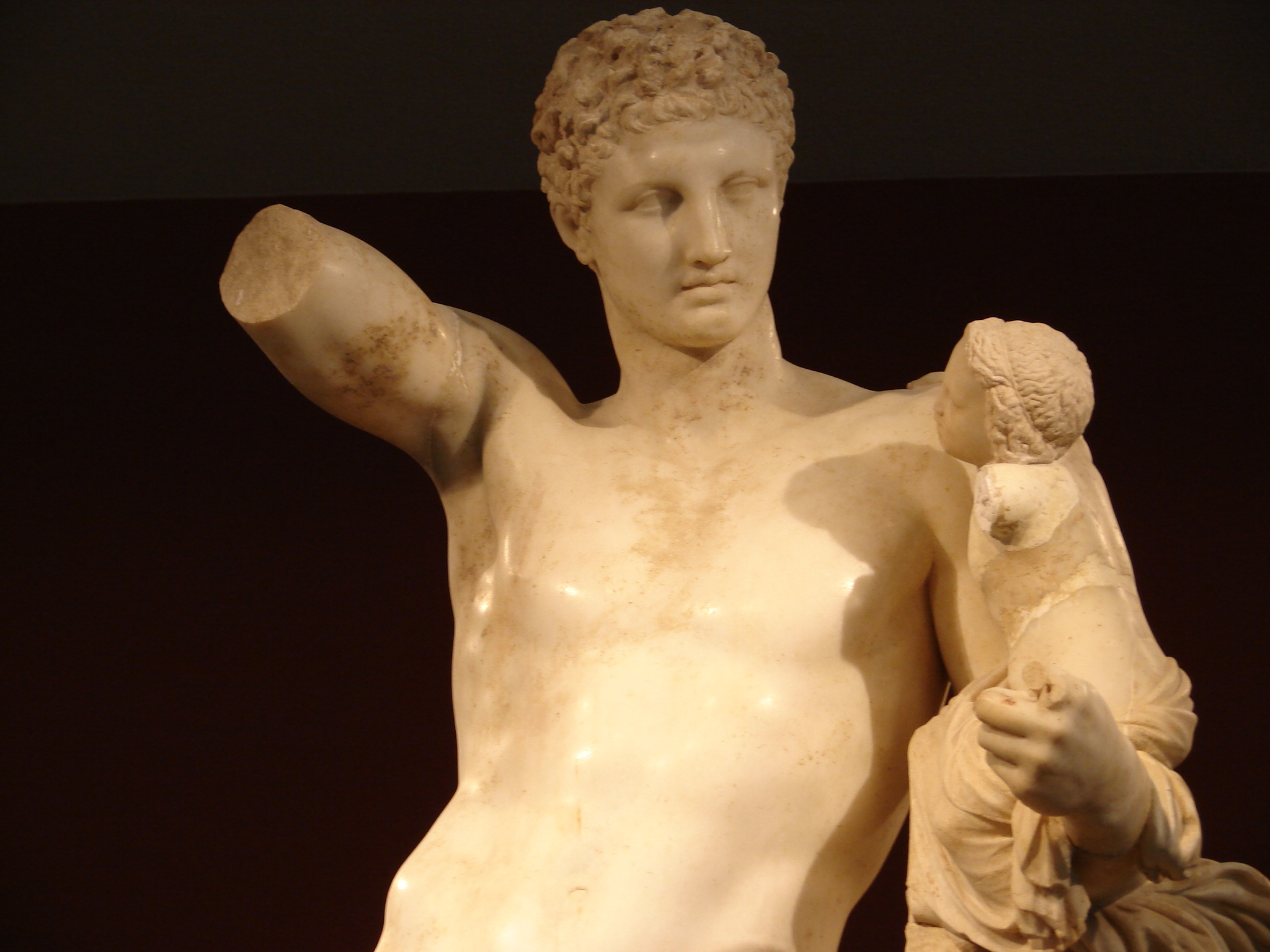
Buste d'Hermès, remarquable par sa finition très polie.

Le groupe est taillé dans un bloc de λυχνίτης / lukhnítês, la meilleure qualité de marbre de Paros. Hermès mesure entre 2,10 et 2,12 mètres, l'ensemble de l'œuvre mesurant près de 3,70 mètres avec la base. Le pied droit d'Hermès est solidaire avec un morceau de la plinthe ; celui-ci porte des mortaises à agrafe qui ne s'emboîtent pas dans le couronnement de la base, témoignant ainsi de remaniements apportés au soclage de la statue. D'autres parties du groupe sont également rapportées. En revanche, le tronc d'arbre est rattaché à la hanche d'Hermès par un étai.
Le visage et le torse d'Hermès frappent par leur aspect très poli, presque luisant, « auquel contribuèrent », plaisante John Boardman, « des générations de femmes de ménage du temple ». En revanche, le dos porte des marques de coups de râpe et de gouge et le reste de la statue n'est que partiellement poli.
La chevelure comportait lors de sa découverte de faibles traces de cinabre, un composé de sulfure de mercure de couleur rouge, qui n'est probablement pas une véritable couleur, mais une préparation pour la dorure. La couleur se retrouve sur les courroies de la sandale du pied conservé, qui présente également des traces de dorure ; de même, la sandale comporte un motif en nœud d'Héraclès qui était probablement prolongé par la peinture, puisqu'aucun motif sculpté ne relie les courroies à la semelle entre les orteils. Les yeux et les lèvres étaient probablement colorés de rouge.

## Identification

### Attribution

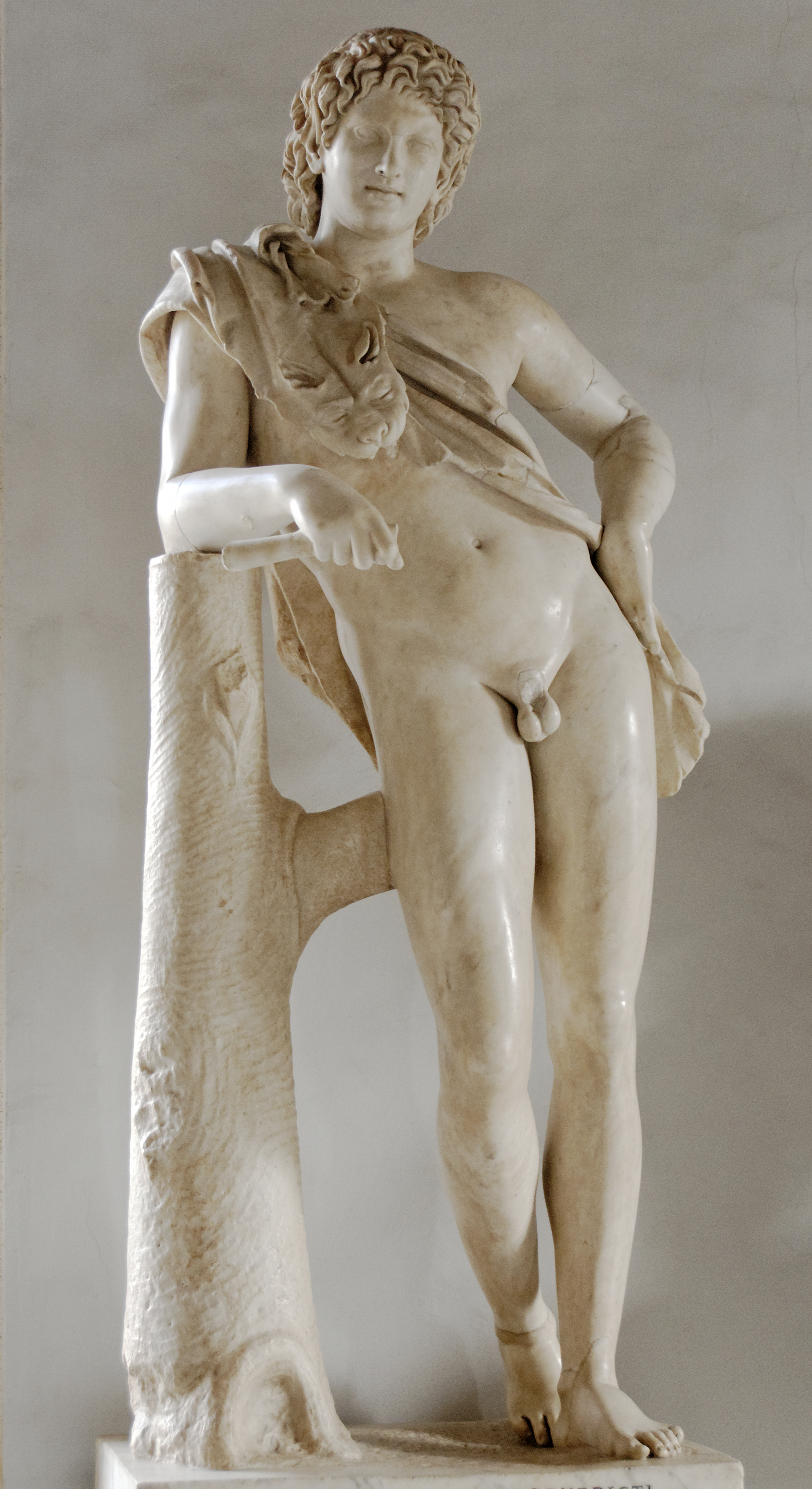
Le Satyre au repos, copie romaine d'une autre œuvre attribuée à Praxitèle, musées du Capitole.

Sitôt découverte, l'œuvre est rapprochée de l’Hermès portant Dionysos enfant évoqué par Pausanias au IIe siècle ap. J.-C. : « Quelque temps après, on fit d'autres consécrations à l'Héraion, un Hermès de marbre portant Dionysos enfant, œuvre de Praxitèle (τέχνη δέ ἐστι Πραξιτέλους). » Georg Treu, l'un des découvreurs, écrit avec enthousiasme : « Je ne connais rien parmi les œuvres d'art qui me sont connues qui ne s'y laisse comparer. Nul doute qu'avec elle nous sommes en présence d'un original de Praxitèle. » Gustav Hirschfeld, directeur des fouilles, se montre néanmoins plus circonspect.
Sur le plan stylistique, le groupe ne paraît pas étranger à la manière de Praxitèle, au contraire : l'attitude souple, l'air juvénile du dieu et le traitement des muscles se rapproche incontestablement  de l’Apollon sauroctone. Le Satyre au repos, lui aussi accoudé, offre également un air de parenté. Cependant, aucune de ces œuvres n'étant attribuée à Praxitèle de manière certaine, le raisonnement est souvent circulaire. En faveur de la thèse praxitélienne — ou du moins d'un original grec du second classicisme —, on a également mis en avant le matériau : alors que toutes les copies connues originaires d'Olympie sont en marbre du Pentélique, l’Hermès est en marbre de Paros. Ensuite, on a rapproché la tête du petit Dionysos de statues de Dionysos enfant trouvées à Brauron et datées de la fin du IVe ou du début du IIIe siècle av. J.-C. : l’Hermès serait donc bien un original du IVe siècle.
L'œuvre offre de nombreux sujets de perplexité. D'abord, elle est la seule instance connue de ce type statuaire, alors que l'on connaît abondance de copies du Satyre au repos ou encore de l’Aphrodite de Cnide. Pline ne le mentionne pas.

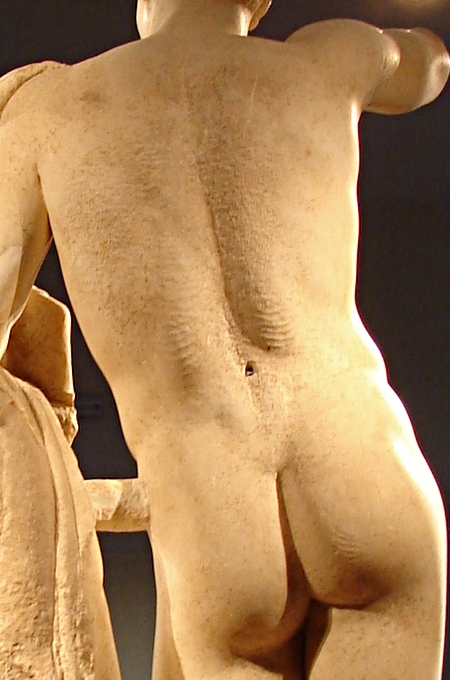
Dos de l’Hermès : traces de gouge le long de la raie du dos et des fesses, zones sommairement polies parcourues de passages de gradine et de stries de râpe.

Ensuite, certaines particularités stylistiques paraissent incompatibles avec une datation au IVe siècle av. J.-C. Ainsi, contrairement aux habitudes de l'époque, la chevelure a été principalement dégagée au foret courant, le ciseau n'étant utilisé que pour certaines mèches. Il peut cependant s'agir d'une innovation de Praxitèle. De même, la finition du tronc d'arbre à la gouge et non à la gradine est assez inhabituelle au IVe siècle. Le dessin des sandales est plus coutumier de l'époque hellénistique que de l'époque classique. Enfin, le poli de la statue est plutôt caractéristique des marbres romains de la période impériale. Cependant, il est possible qu'il résulte de la γάνωσις / gánôsis (littéralement « action de rendre brillant »), un apprêt à l'encaustique appliqué pour préparer le marbre à recevoir la peinture, et dont on sait relativement peu de chose.
Ce faisceau d'éléments a conduit à proposer d'autres attributions que celle de Praxitèle. L’Hermès pourrait être l'œuvre d'un sculpteur hellénistique, voire romain. L'attribution praxitélienne serait alors due à une erreur ou une confusion de Pausanias. Carl Blümel propose une solution qui permet de concilier témoignage de Pausanias et attribution tardive : pour lui, l’Hermès est bien l'œuvre d' « un » Praxitèle, mais il s'agirait en fait d'un sculpteur du IIe siècle av. J.-C. dont la signature a été retrouvée dans les fouilles de Pergame. L'œuvre actuelle pourrait également être une copie d'une œuvre de Praxitèle : les proportions non réalistes de l'enfant Dionysos, l'exécution jugée faible de la tête d'Hermès en seraient le signe.

### Sujet

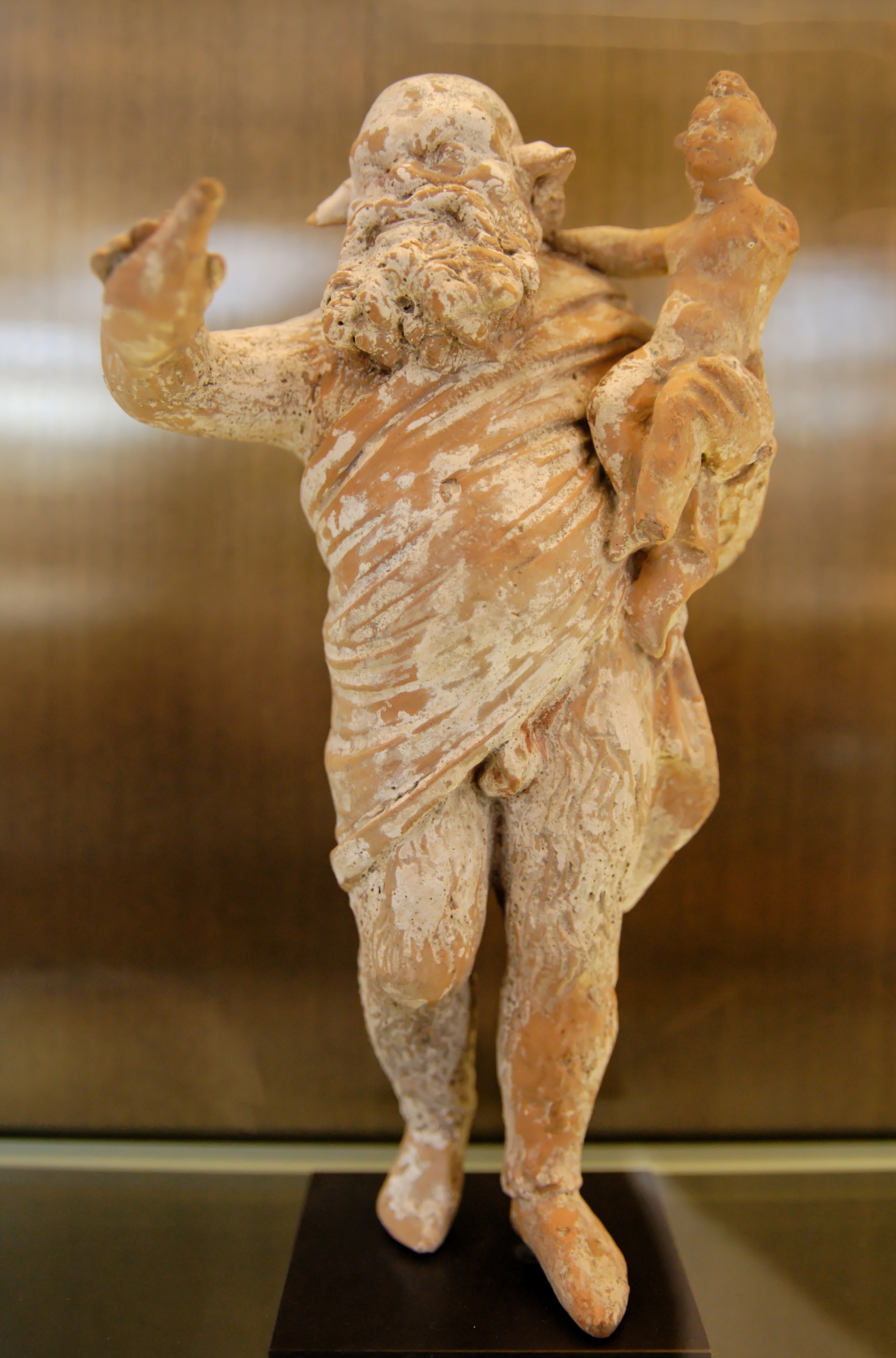
Papposilène portant Dionysos enfant, variante de l'Hermès d'Olympie, vers 350-300 av. J.-C., musée du Louvre.

Parallèlement à cette polémique, on s'est efforcé de restituer la statue complète. Ainsi, dans sa version conservée, Hermès ne possède aucun de ses attributs classiques : on le propose coiffé d'un pétase, ou la tête ceinte d'un bandeau ailé. La couronne de lierre paraît l'ornement le plus vraisemblable. La main gauche tenait probablement un autre attribut : sans doute un caducée. De manière plus générale, le bras droit levé d'Hermès est interprété de diverses façons. Il paraît probable que le groupe représente l'épisode mythologique où Hermès porte aux nymphes du mont Nysa le nouveau-né Dionysos, afin que celles-ci l'élèvent en cachette d'Héra. En chemin, Hermès se repose et en profite pour distraire le jeune enfant en agitant de sa main droite un objet que Dionysos s'efforce d'attraper. On a donc supposé que l'Hermès de pierre tenait dans la main droite un instrument de musique, comme des crotales — ou encore un thyrse, ou un gobelet à boire. Cependant, une fresque de la Casa del Naviglio à Pompei pousse à préférer l'hypothèse d'une grappe de raisin.
Le témoignage de Pausanias nous assure que la statue se trouvait dans le temple d'Héra lorsqu'il y est passé, c'est-à-dire au IIe siècle ap. J.-C. Il la cite parmi d'autres œuvres majeures de l'époque classique, mais l'Héraion abritait également des statues romaines. Cependant, il n'est pas certain qu'elle s'y trouvait dès le IVe siècle av. J.-C. Hermès étant particulièrement honoré en Arcadie, son lieu de naissance, et Dionysos étant l'objet d'un culte important en Élide, on a suggéré que le groupe symbolisait un rapprochement entre Éléens et Arcadiens, à un titre divers : paix conclue en 363 av. J.-C. ou alliance victorieuse des aristocrates éléens et des Arcadiens contre les démocrates éléens, en 343 av. J.-C. Ces conjectures ne sont cependant corroborées par aucun élément de preuve.

## Notes

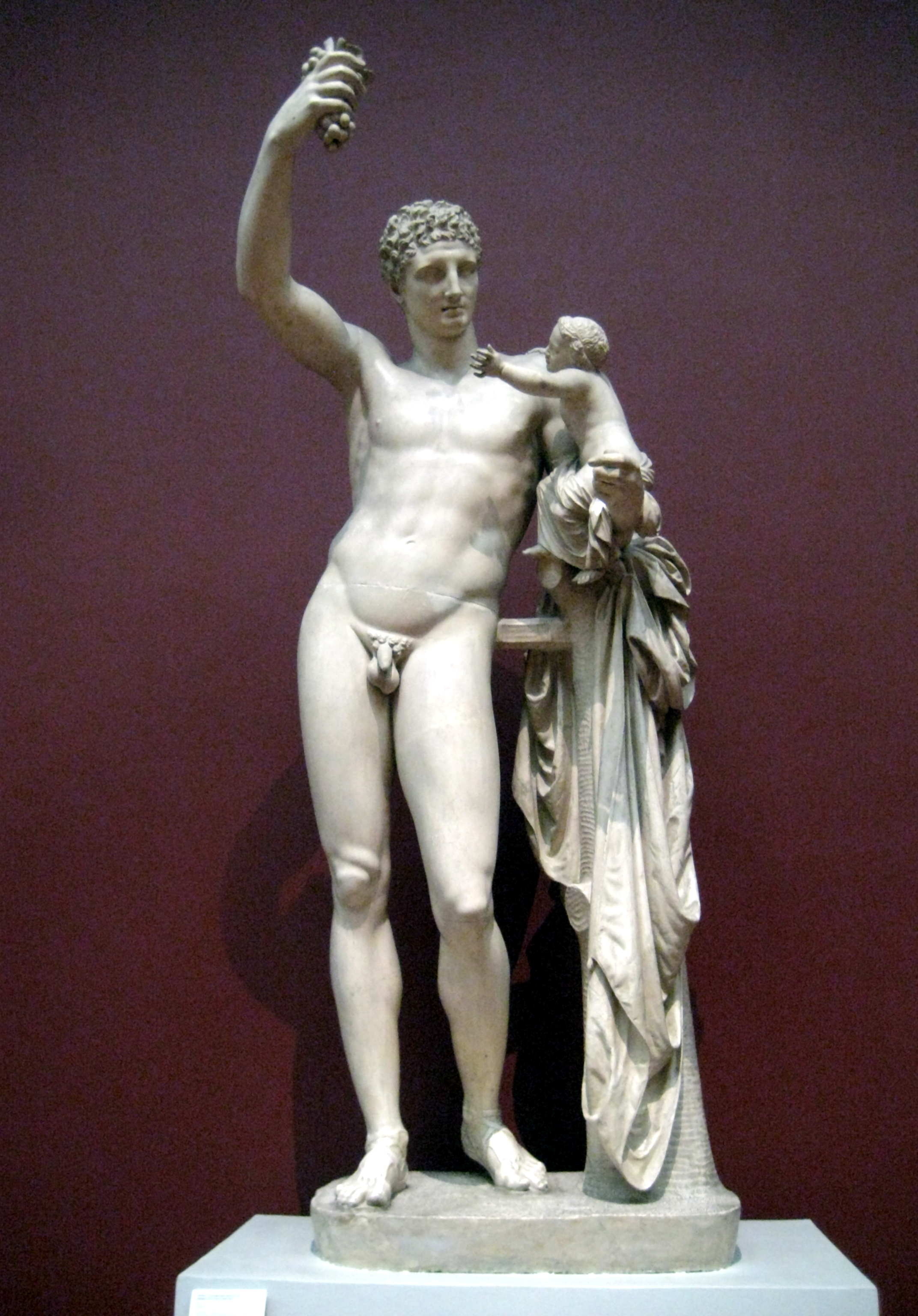
Copie éducative en plâtre, avec interprétation des bras. Musée Pouchkine, Moscou.